# Ivangorod
Ivangorod (oroszul Ивангород, észtül Jaanilinn, németül Johannstadt) város Oroszországban, a Leningrádi területen. Területe 66 km². 
Lakossága: 10 900 fő (2007); 9854 fő (a 2010. évi népszámláláskor).

## Fekvése
A város a Narva jobb partján fekszik, amely természetes határt képez Oroszország és Észtország között. Távolsága Szentpétervártól kb. 160 km.

## Története
A várost III. Iván cár alapította 1492-ben és egy erődítményt építtetett a Narva partján. 1581-1590-ig, majd 1612-1704-ig a svédek uralták a területet. 1649-ig, mint saját jogokkal rendelkező, a Svéd Koronához tartozó orosz városként volt kezelve. 1649-től a szomszédos Narva része lett, és ez egészen 1945-ig így maradt.
1919-ben, a cári birodalom összeomlása után Észtországnak sikerült kivívnia a függetlenségét, Ivangorod pedig Narvával együtt Észtországhoz került (ezt az 1920-as tartui béke ismerte el). 1940-ig a település Jaanilinn névvel Észtországhoz tartozott.
Miután a szovjetek megszállták az országot, a várost a Leningrádi területhez csatolták (1945. január). 1954-ben ismét városi rangra emelték.
2004. május 1-je óta a város mellett halad el az Európai Unió keleti határvonala.

## Látnivalók
Legjelentősebb nevezetessége a III. Iván idejéből származó erődítmény, mely az észt oldalon található Hermann-várral szemközt áll.

## Forgalma
A Tallinn-Szentpétervár közti vasúti szakasz és főút (M 11) mentén fekszik.

## Testvérvárosai
- Narva (Észtország)

## Fordítás
- Ez a szócikk részben vagy egészben  az   Iwangorod című német Wikipédia-szócikk fordításán alapul.  Az eredeti cikk szerkesztőit annak laptörténete sorolja fel. Ez a jelzés csupán a megfogalmazás eredetét és a szerzői jogokat jelzi, nem szolgál a cikkben szereplő információk forrásmegjelöléseként.